# シンク・タンク (ブラーのアルバム)
『シンク・タンク』（Think Tank）は、イギリスのオルタナティヴ・ロック・バンド、ブラーの7枚目のスタジオ・アルバム。全英1位を記録。

## 概要
2001年から2002年にかけてロンドン、デヴォン、モロッコのマラケシュでレコーディングが行われた。当初、プロデューサーにファットボーイ・スリム（ノーマン・クック）を据え、後にベン・ヒリアー、ウィリアム・オービットらが加わる。レコーディングのさなか、ギタリストのグレアム・コクソンがバンドを脱退。
モロッコでの経験から、サウンドはアフリカ音楽に加えアラブ音楽への傾倒も見せ、また同時にデーモン・アルバーンの反イラク戦争の活動を通じて、歌詞も政治的色彩を色濃くしている。
アルバム・アートワークには覆面芸術家、バンクシーのグラフィティが使用されている。このオリジナルグラフィティは、2006年にオークションで販売され£62,400で落札された。
NMEが発表した「トップ100グレーテスト・アルバム・オブ・ザ・ディケード」では20位にランクインしている。
グレアムの脱退に伴い、アルバム発表後のツアーでは元ザ・ヴァーヴのサイモン・トングがサポートライブ・ギタリストとして参加した。

## 収録曲
作詞・アルバーン、特筆のない限り作曲・アルバーン、アレックス・ジェームス、デイヴ・ロウントゥリー。特筆のない限り、ベン・ヒリアー、ブラーによるプロデュース。
1. ミー・ホワイト・ノイズ - "Me, White Noise" - 6:48
シークレット・トラック。フィル・ダニエルズがボーカルで参加。

1. アンビュランス – "Ambulance" - 5:09
2. アウト・オブ・タイム – "Out of Time" - 3:52
グレアムが脱退して3人編隊になってから最初のシングル曲。全英5位。プロモーション・ビデオではアメリカ海兵隊所有の戦艦を舞台に航空母艦から戦場へ向かう女性兵士が描かれている。
本アルバムの収録曲では、グレアム復帰後のライブで唯一演奏されている曲である。
3. クレイジー・ビート – "Crazy Beat" - 3:15
シングル曲。ノーマン・クックによるプロデュース。
4. グッド・ソング – "Good Song" - 3:09
シングル曲。
5. オン・ザ・ウェイ・トゥ・ザ・クラブ – "On the Way to the Club" - 3:09
3人に加え、ジェームス・ドリングが作曲者にクレジットされている。
6. ブラザーズ・アンド・シスターズ – "Brothers and Sisters" - 3:47
7. キャラヴァン – "Caravan" - 4:36
8. ウィーヴ・ガット・ア・ファイル・オン・ユー – "We've Got a File on You" - 1:03
9. モロッコ人の革命的ボウルズ・クラブ – "Moroccan Peoples Revolutionary Bowls Club" - 3:03
10. スウィート・ソング – "Sweet Song" - 4:01
ウィリアム・オービットによるプロデュース。
11. ジェッツ – "Jets" - 6:25
3人に加え、マイク・スミスが作曲者にクレジットされている。
12. ジーン・バイ・ジーン – "Gene by Gene" - 3:49
ノーマン・クックによるプロデュース。
13. バッテリー・イン・ユア・レッグ – "Battery in Your Leg" - 3:20
3人に加え、アルバム中グレアムが作曲者に唯一クレジットされている曲。

日本版ボーナストラック
1. アウトサイダー - "Outsider" - 5:14